# Legendy zločinu
Legendy zločinu (v originále Legend) je britsko-francouzský filmový thriller z roku 2015, který režíroval Brian Helgeland podle knihy The Profession of Violence: The Rise and Fall of the Kray Twins od Johna Pearsona. Snímek byl 12. září 2015 uveden na Mezinárodním filmovém festivalu v Torontu.

## Děj
Dvojčata Reggi a Ronni Krayovi jsou gangstaři, kteří se v 50. a 60. letech zapletli do organizovaného zločinu v londýnském East Endu. Jejich bezohlednost jim umožňuje rychle se prosadit v podsvětí. Zatímco Reggie má talent na finanční záležitosti, jeho bratr Ronnie, nedávno propuštěný z psychiatrické léčebny, svými nekontrolovatelnými výbuchy hněvu ohrožuje budování impéria. Když se Reggie zamiluje do Frances, jeho bratr se úplně přestane ovládat. Bratři jsou nejen stále více v centru pozornosti veřejnosti, ale brzy také středem zájmu Scotland Yardu. Reggie se ožení s Frances a po svém návratu z vězení chce vybudovat impérium Krayů po vzoru mafie v Las Vegas, zatímco Ronnie chce vrátit staré dobré časy, kdy se všechny problémy řešily jednoduše násilím.

## Obsazení
| Tom Hardy             | Ronald Kray / Reginald Kray |
| Emily Browningová     | Frances Shea                |
| Colin Morgan          | Franck Shea                 |
| Christopher Eccleston | Leonard Read                |
| David Thewlis         | Leslie Payne                |
| Taron Egerton         | Edward Smith                |
| Paul Bettany          | Charlie Richardson          |
| Chazz Palminteri      | Angelo Bruno                |
| Paul Anderson         | Albert Donoghue             |
| Tara Fitzgeraldová    | matka Frances               |
| Kevin McNally         | Harold Wilson               |
| Duffy                 | Timi Yuro                   |
| Joshua Hill           | konstábl Scott              |
| Nicholas Farrell      | doktor Humphries            |
| Adam Fogerty          | Pat Connolly                |
| Mel Raido             | Ian Barrie                  |
| Millie Brady          | Joan Collins                |
| Chris Mason           | Ronnie Hart                 |
| Stephen Thompson      | Ronnie Bender               |
| Chazz Palminteri      | Angelo Bruno                |
| Sam Spruell           | Jack McVitie                |
| Taron Egerton         | Mad Teddy Smith             |
| John Sessions         | lord Boothby                |

### Ocenění
- British Independent Film Awards: nejlepší herec (Tom Hardy)
- Toronto Film Critics Association Award: nejlepší herec (Tom Hardy)
- Satellite Awards: nominace v kategorii nejlepší herec (Tom Hardy)
- Saturn Awards: nominace v kategorii nejlepší mezinárodní film
- World Soundtrack Awards: filmový skladatel roku (Carter Burwell)